# Groupe de l'an 24

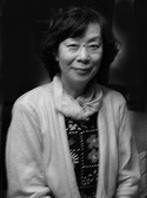
Photo de Hagio Moto prise par un actioniste lors d'une visite à son domicile en 2008.

Le Groupe de l'an 24 (24年組, Nijūyo nen Gumi) est le nom donné à un groupe informel de femmes mangaka des années 1970. Ce groupe est connu pour avoir innové dans le shōjo manga (les mangas pour filles), en y important de nouveaux genres, thématiques, points de vue et techniques, et est généralement considéré comme étant à l'origine du « shōjo moderne ».

## Origine du nom
Le Groupe de l'an 24 n'est pas à proprement parler un groupe concerté d'artistes, mais est un nom donné rétrospectivement par les critiques et journalistes à la nouvelle génération de femmes mangaka qui a accompagné l'essor et le développement du shōjo manga à l'aube des années 70,. Le terme est déjà d'usage à la fin des années 1970, avec par exemple la publication en 1979 de Twilight Times: dōjidai no manga no tameni par le critique manga Tomohiko Murakami.
L'an 24 fait référence à la 24e année de l'ère Shōwa, soit 1949 dans le calendrier grégorien. Le nom fait ainsi approximativement référence à l'année de naissance de ces mangaka, bien que seulement une partie d'entre-elles soient réellement nées en 1949.

## Histoire

### Contexte
Au cours des années 1950 et 1960, les shōjo mangas sont essentiellement des histoires simples et conventionnelles à destination des petites filles. À cette époque les auteurs de shōjo mangas sont majoritairement des hommes qui commencent leur carrière avant de migrer vers les mangas pour garçons, les shōnen. Au cours des années 1960, le secteur du manga doit faire face au vieillissement de son lectorat et à la concurrence de la télévision, aussi les éditeurs réagissent en augmentant le rythme de publication des magazines manga et en les enrichissant de contenu. Les shōnen manga se diversifient grandement et le genre du gekiga apparaît pour un public plus mature, cependant que le shōjo stagne et peine à se renouveler. Toutefois l'augmentation de la demande permet à des jeunes femmes mangaka de commencer leur carrière, telles que Hideko Mizuno, Toshiko Ueda ou encore Yoshiko Nishitani, mais les contraintes éditoriales des magazines shōjo les empêche de totalement renouveler le genre. Faute de renouvellement, le shōjo est délaissé par les critiques de manga, qui préfèrent se concentrer sur les shōnen et gekiga.

### Le«salon Ōizumi»
Au tout début des années 70 la majorité des hommes mangaka quittent le shōjo pour se tourner vers le shōnen et gekiga, laissant la place à une seconde génération de femmes mangaka. Ces dernières sont inspirées par la littérature et le cinéma européen ainsi que par la culture rock 'n' roll, et une plus grande liberté éditoriale dans certains magazines leur permet de s'exprimer pleinement.
Le cœur du Groupe de l'an 24 prend racine dans ce que l'on appelle le « salon Ōizumi », un appartement à Ōizumi Nerima, Tokyo, dans lequel ont cohabité les deux mangaka Moto Hagio et Keiko Takemiya entre 1971 et 1973. De nombreuses mangaka et assistantes ont fréquenté l'appartement, parfois pendant des périodes prolongées, ce qui a permis aux mangaka de travailler ensemble et d'échanger entre elles,.
En 1974 sont publiées les deux premières œuvres majeures du shōjo manga par des membres du groupe : La Rose de Versailles de Riyoko Ikeda et Poe no ichizoku de Moto Hagio. Ces deux travaux attirent l'attention des critiques manga qui ignoraient jusqu'à présent le genre. Ces deux mangas ouvrent la voie à une vague de « mangas littéraires », aussi nommés « romans graphiques » en raison de leurs qualités esthétiques et littéraires, faisant entrer le shōjo manga dans ce qui sera qualifié par les critiques comme étant son « âge d'or »,.

### Innovations
Avant le Groupe de l'an 24, les shōjo mangas étaient essentiellement des drames familiaux ou romantiques, ainsi que les comédies romantiques, le ballet et le sport étaient aussi des sujets courants,. La tonalité des récits était simple: sentimentaux, mignons et humoristiques. Le Groupe innove et renouvelle le genre en y introduisant de nouveaux genres, tels que la science-fiction, la fantasy, le récit historique ou encore l'horreur. Les récits deviennent aussi plus profonds, en mettant l'accent sur la psychologie des personnages et n'hésitent pas à traiter de sujets plus controversés, comme la sexualité.
Le Groupe propose une réflexion sur le sexe, la sexualité et le genre, en utilisant des protagonistes masculins et notamment des bishōnen, des jeunes garçons androgynes, ou encore des personnages de type hermaphodite. Elles usent aussi de l'homosexualité, tant masculine que féminine, posant ainsi les bases des deux genres du yaoi et yuri,.
Le Groupe innove aussi sur le plan technique. Les mangaka utilisent des mises-en-page « non narratives », c'est-à-dire que les planches ne sont plus découpées en cases afin de décrire l'action : les cases disparaissent, les arrière-plans s'effacent, et différents personnages et scènes, de différentes tailles et sous différents angles, se superposent et se chevauchent, créant un effet de confusion et brisent la narration. L'accent n'est plus porté sur l'action, mais sur l'émotion des personnages. Par exemple Riyoko Ikeda utilise ces nouvelles techniques de mises en scène en supprimant les points de repère spatiaux, quand Moto Hagio a tendance à fusionner personnages, décors et motifs en une unique composition.

## Liste des membres du groupe
Le Groupe de l'an 24 étant informel, les critères utilisés pour déterminer ses membres sont variables et dépendent des critiques. Ainsi ses membres peuvent être les artistes shōjo les plus populaires ou les plus « radicales » de l'époque, ou encore toute artiste qui a fréquenté le salon Ōizumi. Riyoko Ikeda par exemple n'a pas fréquenté le salon Ōizumi ni les autres membres du groupe mais est souvent incluse comme faisant partie du Groupe de l'an 24. 

### Mangaka
Moto HagioPionnière dans les domaines de la science-fiction, du fantastique et du yaoi.
Toshie KiharaConnue pour ses mangas historiques.
Minori KimuraSes mangas, réalistes et contemporains, se concentrent sur les problèmes de la vie, notamment la sexualité, la santé et le travail.
Yumiko ŌshimaRéputée pour la profondeur de ses mangas derrière leurs aspects mignons et chaleureux.
Nanae SasayaRéputée pour ses mangas occultes et d'horreur.
Keiko TakemiyaPionnière dans les domaines de la science-fiction, de la fantaisie et du yaoi.
Mineko YamadaPionnière dans les domaines de la science-fiction, de la fantaisie.
Ryōko YamagishiPionnière dans le domaine du yuri, elle a aussi brisé les codes des mangas dédiés au ballet.

### Autres personnalités associées
Norie Masuyama« Cerveau » de Takemiya, elle a soutenu Takemiya et Hagio et leur a recommandé de nombreuses œuvres littéraires, cinématographiques et musicales comme source d'inspiration.
Junya YamamotoÉditeur en chef pour Shōgakukan, il est celui qui a permis l'édition d'un grand nombre de mangas des membres du groupe, indépendamment de leur caractère controversé ou de leur aspect non conventionnel.

## Critiques et postérité
Les premières critiques envers le Groupe de l'an 24 étaient toutes invariablement positives. Les commentateurs, qui jusque-là ignoraient le shōjo, « découvraient » le genre au travers des travaux du Groupe. Ces critiques considéraient que le Groupe représentait enfin des « êtres humains » dans ses mangas, contrairement aux précédents shōjo qui ne représentaient que des jeunes filles idéalisées. Certains critiques, comme Tomohiko Murakami, considéraient que « shōjo occupe désormais une place centrale dans le manga » grâce aux travaux du Groupe. La première voix discordante au sein des critiques provient d'Aramata Hiroshi, qui critique la « déification » que subit le groupe, et considère qu'il ne doit pas être considéré comme unique en son genre ou comme étant spécial.
Pour autant, les mangas du Groupe n'étaient que peu représentatifs du shōjo de l'époque, par exemple le groupe était en opposition avec une autre mangaka populaire de la même génération, Suzue Miuchi, qui était « trop conventionnelle ». Si ces mangas sont généralement considérés comme des classiques du shōjo, cela est dû à leurs qualités esthétiques et à leurs thématiques qui ont inspiré les générations suivantes de mangaka, comme les réflexions autour de l'identité sexuelle qui sont devenues communes dans le shōjo et notamment dans les travaux de CLAMP,.
Des assistantes qui ont fréquenté le « salon Ōizumi », un certain nombre sont devenues mangaka professionnelles. Ces mangaka sont qualifiées de « post-l'an 24 ». Yasuko Sakata, Akiko Hatsu et Shio Satō sont trois d'entre-elles.